# Матео Стаматов
Матео Маріанов Стаматов (болг. Матео Марианов Стаматов, нар. 22 березня 1999, Пазарджик, Болгарія) — болгарський футболіст, фланговий захисник російського клубу «Парі Нижній Новгород».

## Ігрова кар'єра

### Клубна
Матео Стаматов народився у Болгарії але ще в ранньому дитинстві разом з родиною переїхав до Іспанії. Там він і почав займатися футболом, коли у 2011 році приєднався до молодіжної команди «Еспаньйола». Через чотири роки футболіст підписав з клубом професійний контракт.
Але на професійному рівні Стаматов дебютував у Болгарії, куди повернувся на початку 2019 року. У березні того року він вперше вийшов на поле у складі столичного клубу «Септемврі». Ще один сезон Матео провів в іншому софійському клубі - «Левскі».
В червні 2021 року Стаматов перебрався до Росії, де приєднався до клубу «Оренбург», який через перехідний плей-офф вийшов до Прем'єр-ліги. У клубі футболіст провів повних два сезон и і після закінчення контракту влітку 2023 року на правах вільного агента перейшов до клубу «Парі Нижній Новгород».

### Збірна
З 2015 року Матео Стаматов виступав за юнацькі збірні Болгарії. В кінці 2022 року двічі отримував виклик до національної збірної Болгарії але на полі так не з'являвся.